# Новопокровка (Бистроістоцький район)
Новопокро́вка (рос. Новопокровка) — село у складі Бистроістоцького району Алтайського краю, Росія. Адміністративний центр та єдиний населений пункт Новопокровської сільської ради.
Стара назва — Новопокровське.

## Населення
Населення — 989 осіб (2010; 1191 у 2002).
Національний склад (станом на 2002 рік):
- росіяни — 97 %